# Megumi Murakami
Pour les articles homonymes, voir Murakami.
Megumi Murakami (村上愛, Murakami Megumi, née le 6 juin 1992 à Saitama, Japon), est une ex-chanteuse et idole japonaise au sein du Hello! Project de 2002 à 2006. Elle est sélectionnée en 2002 dans le cadre du Hello! Project Kids, et participe aux groupes temporaires ZYX en 2003, H.P. All Stars en 2004, et Sexy Otonajan en 2005. Elle est intégrée au nouveau groupe régulier °C-ute en juin 2005, jusqu'en octobre 2006 où elle quitte le H!P, officiellement pour continuer ses études, peu après la diffusion sur internet de photos de sa vie privée en compagnie d'un possible petit ami, type de liaison interdit au H!P.

## Groupes

### Au sein du Hello! Project
- Hello! Project Kids (2002–)
- ZYX (2003)
- H.P. All Stars (2004)
- °C-ute (2005–2006)
- Sexy Otonajan (2005)

## Discographie

### Avec les °C-ute
singles
- 6 mai 2006 : Massara Blue Jeans
- 3 juin 2006 : Soku Dakishimete
- 9 juillet 2006 : Ōkina Ai de Motenashite
- 29 juillet 2006 : Wakkyanai (Z)

album
- 25 octobre 2006 : Cutie Queen Vol. 1

## Autres participations
- 6 août 2003 : Iku ZYX! Fly High (avec ZYX)
- 10 décembre 2003 : Shiroi Tokyo (avec ZYX)
- 1er décembre 2004 : All for One & One for All! (avec H.P. All Stars)
- 22 juin 2005 : Onna, Kanashii, Otona (Onna, Kanashii, Otona)

## Activités
Films
- Koinu Dan no Monogatari – 15 décembre 2002
- Takaramono - mars 2006

Séries TV
- Little Hospital - De janvier à mai 2003